# Siete + 7
La revista Siete+7 fue una publicación semanal chilena, que circuló entre el 1 de marzo de 2002 y el 24 de septiembre de 2004. Era editada por la empresa Eprensa, y publicó 129 números. Su directora fue la periodista Mónica González Mujica. 
En agosto de 2004, la revista anunció que se estaba negociando con el consorcio periodístico Copesa, la creación de un nuevo medio de comunicación «que se caracterice, en su línea editorial, por una orientación de centro y centroizquierda, liberal y progresista». Así nació el Diario Siete, el 21 de enero de 2005, que absorbió al equipo periodístico de Siete+7, y que fue publicado hasta el 9 de junio de 2006.